# 菅野経三郎
菅野 経三郎（かんの つねさぶろう、1877年11月17日 - 1956年12月18日）は、日本の政治家。第7-9代岡崎市長（3期）、愛知県会議員、岡崎市会議員を歴任した。
名は經三郎とも表記される。

## 経歴

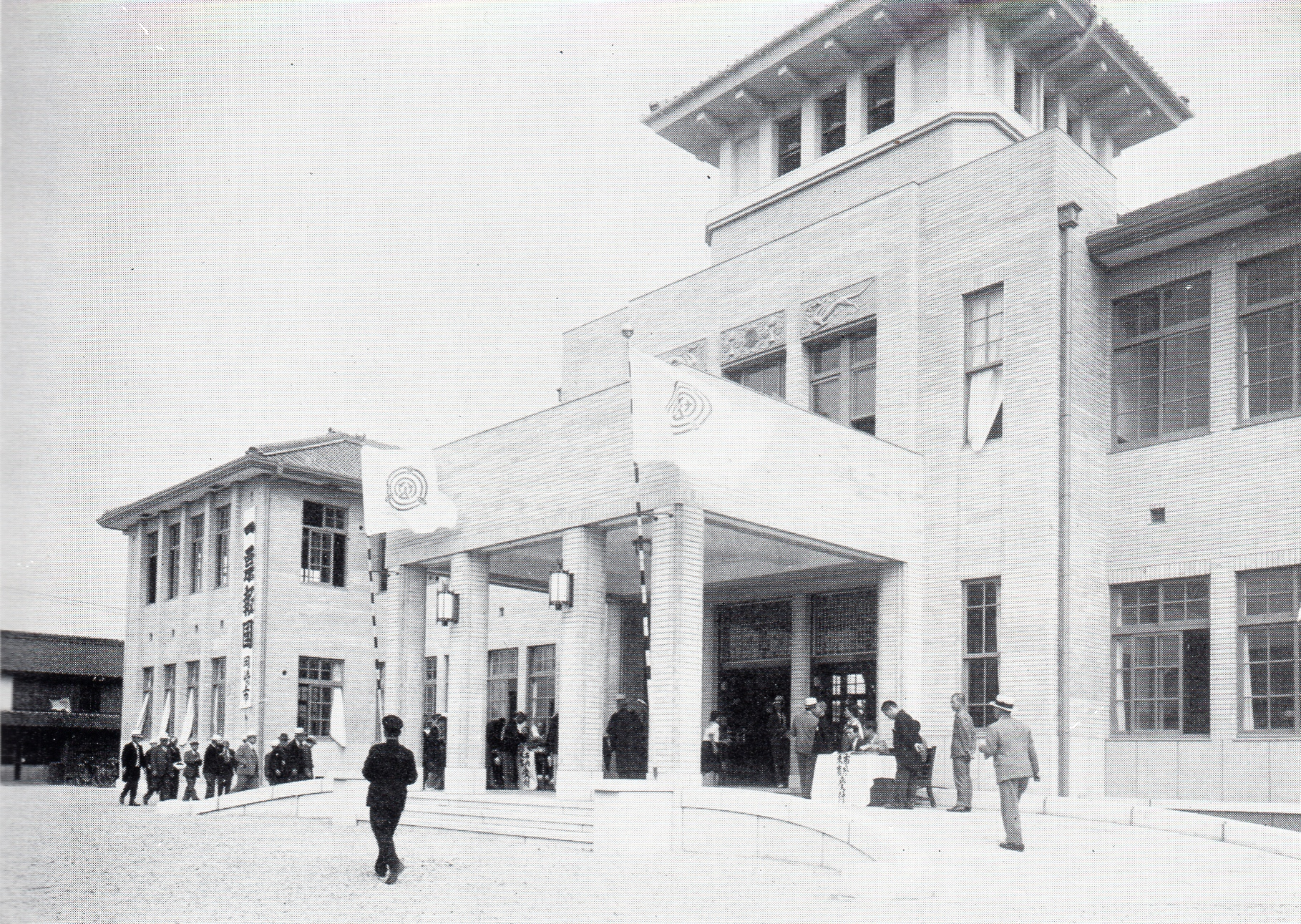
1940年9月19日に移転新築された岡崎市役所庁舎

愛知県額田郡岡崎連尺町（現・岡崎市）で岡崎藩士の子として生まれる。額田郡高等小学岡崎学校（現・岡崎市立梅園小学校）卒業後の1893年（明治26年）、東京市本郷の伊勢屋呉服店へ入店。1898年（明治31年）12月、連尺町で姫路屋呉服店を開業した。その後長く岡崎商業界の重鎮をなした。
42歳の時に政界へ進出。1920年（大正9年）9月3日、岡崎市会議員に就任する。1923年（大正12年）、国道1号の整備をめぐって市会内で、今ある路線を改修するという派と、新たに南側に路線を作るという派との対立が生まれる。これが元で1924年（大正13年）1月、菅野を含む前者の派の議員7名は辞職した（その後7月17日の市会で後者の案が承認された）。同年9月の選挙で市議に再選。
1927年（昭和2年）9月25日に行われた愛知県会議員選挙（定数1）に立憲民政党公認で出馬。立憲政友会の竹内京治を破り初当選。
1928年（昭和3年）11月、民政党の支部である岡崎民政倶楽部から岡崎民政青年団が分派する。菅野は民政青年団に加わり初代団長に就任するが、ほどなくして千賀康治らと対立し民政青年団から民政倶楽部に転じた。同年12月27日、失格により県議を退任。1929年（昭和4年）2月5日に行われた補選で返り咲き、1931年（昭和6年）、定数2となった県議選で3選。県議時代は土木委員長として岡崎地方の土木事業に貢献し、日名橋・明代橋・龍城橋の架橋に尽力した。
定数が1に戻った1935年（昭和10年）9月25日の県議選では政友会の杉山伊佐雄に11票差で落選。民政青年団の千賀康治も順位3位で落選した。

### 岡崎市長に就任
県議選に落選した直後の同年11月23日、岡崎市長・小瀧喜七郎が突然辞任を表明。辞任の原因は、岡崎民政倶楽部と岡崎民政青年団の対立によるものだと言われている。12月23日、民政倶楽部のリーダーだった菅野が岡崎市長に選任された。
4年後の1939年（昭和14年）、次期市長が決まらぬまま12月22日の任期満了を過ぎてしまう。当時の市長は市会議員による間接選挙で選ばれていたが、菅野支持派が多数を占められなかったためである。翌1940年（昭和15年）1月24日、前市長の小瀧を助役とすることを条件に、米騒動当時の岡崎警察署長で日本大学理事の双川喜一郎から市長就任の承諾が一旦は得られる。しかし結果として同年2月22日に菅野が再選した。同年9月19日、市役所を籠田町（現・康生通南3丁目）から十王町に移転新築する。1944年（昭和19年）、3選。
1945年（昭和20年）7月20日の岡崎空襲に際しては、私邸の焼失も顧みず市役所に駆けつけて消火を指揮し、戦火から庁舎を守り抜いたという。
1946年（昭和21年）10月21日、昭和天皇が戦災復興視察のため岡崎市へ行幸。郵便局庁舎の屋上から復興状況の説明を行う。同年11月1日、公職追放に先立ち自主的に退職するよう国から促され、市長を辞任。退職後も大樹寺保存会長として同寺の国宝修理に尽力するなど、公共事業に奉仕を続けた。1948年（昭和23年）2月10日に焼失した龍城神社社殿の再建にも関わった。
1956年（昭和31年）7月1日、岡崎市名誉市民に推挙される。同年12月18日、市内亀井町の自宅で死去。享年79。